# Fettuccine
Fettuccine er en type pasta, der er populær i det romerske og toscanske køkken. Den er afledt af den ekstremt tynde capelli d'angelo-pasta der stammer fra renæssancenn og de ter en flad, tyk pasta, der traditionelt fremstilles med æg og mel (normalt 1 æg for hver 100 g mel). De er omkring 6 mm brede, og de er tykkere end den lignende type pasta tagliatelle, der er typisk for Bologna-området. men som er mere udbredt i resten af Italien, og de bruges ofte som synonymer for hinanden. Spinatfettuccine fremstilles på samme måde, men med spinat i dejen.
Både fettucce og fettuccelle bruges ofte som synonymer for fettuccine, men fettucce er bredere (ca 13 mm) og fettuccelle er smallere (ca. 3 mm).